# De Cock en de schim uit het verleden
De Cock en de schim uit het verleden is het achtentachtigste deel van de Nederlandse detectiveserie De Cock.

## Hoofdrolspelers
- Het recherchetrio Jurre de Cock, Dick Vledder en Appie Keizer, nog met belangstelling gevolgd door ex-stagiaire Lotty
- Corneel Buitendam, commissaris bureau Warmoesstraat
- De tweelingbroers Richard en Lucas Kallenbach, 24 april 1943 Amsterdam
- Piet van Ingen, de huisarts van de tweelingbroers
- Yvone Scholte, de interieurverzorgster van de twee broers, al 30 jaar getrouwd met Bert, Leeuwarderweg 34 Amsterdam-Noord

## Titel
De Cock wordt een dertigtal jaar teruggeworpen in zijn verleden aan het bureau Warmoesstraat. Samen met zijn toenmalige duo-collega Andy Ruiter onderzocht hij destijds de vermissing van Lucas Kallenbach. Ruim 30 jaar later zoekt hij Andy samen met Dick Vledder op om bij te praten over de opnieuw opgedoken vermissingszaak.

## Plot
De Cock en Vledder worden geroepen voor een op het eerste oog nogal triviale situatie. Een taxerend makelaar mist ruim anderhalve meter breedte in een monumentaal pand aan de Van Eeghenstraat. Met behulp van een inkijkcamera, 20 euro internetprijs, toont de jonge makelaar een geraamte op zijn telefoon. De Cock krijgt toestemming het muurtje te laten wegbreken en het lijk wordt voorlopig benoemd als Lucas Kallenbach, de verdwenen tweelingbroer van 30 jaar geleden.
Ben Kreuger van de technische recherche is een gewaardeerd collega van Jurre en ze kennen elkaar al decennia. Hij adviseert De Cock de gebitsgegevens na te trekken mocht het DNA-profiel geen uitsluitsel geven. Het geraamte is trouwens tijdens zijn werkzaamheden in elkaar gestort.
De Cock en Vledder gaan eens bijpraten met de huisarts Piet van Ingen. Richard, de alleenstaande bewoner van het enorme pand, was onlangs van de trap gevallen en ligt in coma in het OLVG. Na een telefoontje van de huishoudelijke hulp, Yvon Scholte, had de huisarts hem aangetroffen beneden aan de trap en naar het ziekenhuis laten overbrengen.
Achterneef en waarschijnlijk enig erfgenaam Eddy Kallenbach wordt nagetrokken en blijkt schulden te hebben. Huisarts Piet van Ingen komt met een waarschijnlijk verhaal naar buiten. Oude alleenstaande man, goed verzorgd door de veel aanwezige Yvon Scholte, ondergaat waarvoor keer op keer was gewaarschuwd, een noodlottige val.
De Cock gaat per  Metro naar Amsterdam-Noord om Yvon en haar echtgenoot Bert uit te horen. Het verhaal klinkt logisch. Yvon kent de tweelingbroers al meer dan 30 jaar en inderdaad, opeens op een dag in een ver verleden was Lucas verdwenen. De Cock gaat er steeds van uit dat hij achter het muurtje is teruggevonden, maar dit keer ging de grijze rechercheur echt 100% in de fout.
Door de tip van Ben Kreuger en de expertise van het forensisch instituut blijkt uit de gebitgegevens dat Richard Kallenback achter een muurtje was weggemetseld. Lucas had zijn tweelingbroer dus ruim 30 jaar overleefd. En passant biecht  Lowietje op een onderdeel van een tweeling te zijn geweest. Zusje Linda was na drie weken overleden. Lucas wordt intussen in het ziekenhuis vermoord middels het gericht uitschakelen van zijn beademingsapparatuur. Als De Cock dan twee losse traproeden vindt in de meterkast van het monumentale pand heeft hij de zaak opgelost. Met een traditionele val wordt de huisarts betrapt met twee roeden. De echtgenoot van Yvon had dan al opgebiecht 30 jaar eerder voor goed geld een muurtje te hebben vervaardigd.
Thuis legt de Cock het allemaal uit voor de collega’s en Lotty. Er was een nieuwe mogelijke erfgenaam opgedoken, een kerkgenootschap met ANBIstatus. Achterneef Eddy was er zenuwachtig van geworden en werd door De Cock bewijsloos opgesloten in een politiecel. Maar het vigerende moordmotief op Lucas kwam van de huisarts, die zenuwachtig werd. Hij was bang dat Lucas aan het eind van zijn leven schoon schip zou maken en dat hij zijn rol bij de moord op Richard zou openbaren. Buitendam was gedurende het onderzoek bezig Dick Vledder weg te promoveren naar een kantoorbaan in Den Bosch. Maar Lotty houdt Dick in Amsterdam.